# Эксперимент Хафеле — Китинга
Экспериме́нт Ха́феле — Ки́тинга — один из тестов теории относительности. Непосредственно продемонстрировал реальность парадокса близнецов — предсказываемого теорией относительности замедления времени для движущихся объектов, а также гравитационное замедление времени.

## Описание эксперимента
В октябре 1971 года Дж. Хафеле (англ. J. C. Hafele) и Ричард Китинг (Richard E. Keating) дважды облетели вокруг света, сначала на восток, затем на запад, с четырьмя комплектами цезиевых атомных часов, после чего сравнили «путешествовавшие» часы с такими же часами, остававшимися в Военно-морской обсерватории США (ВМО США). Перелёты выполнялись на обычных авиалайнерах регулярными коммерческими авиарейсами.
Перелёт в восточном направлении начался в 19:30 UTC 4 октября 1971 года и закончился в 12:55 UTC 7 октября 1971 года (продолжительность 65,42 часа). 
Маршрут: ВМО США — Вашингтон — Лондон — Франкфурт — Стамбул — Бейрут — Тегеран — Нью-Дели — Бангкок — Гонконг — Токио — Гонолулу — Лос-Анджелес — Даллас — Вашингтон — ВМО США. 
Средняя скорость относительно поверхности земли составляла 243 м/с, средняя высота над уровнем моря 8,90 км, средняя широта по маршруту 34° с. ш.
В западном направлении перелёт был начат в 19:40 UTC 13 октября 1971 года, закончился через 80,33 часа в 04:00 UTC 17 октября 1971 года. 
Маршрут: ВМО США — Вашингтон — Лос-Анджелес — Гонолулу — Гуам — Окинава — Тайбэй — Гонконг — Бангкок — Бомбей — Тель-Авив — Афины — Рим — Париж — Шаннон — Бостон — Вашингтон — ВМО США. 
В этом направлении средняя скорость составляла 218 м/с, средняя высота 9,36 км, средняя широта по маршруту 31° с. ш.
Во время перелётов выполнялся мониторинг условий окружающей среды (температуры, влажности и давления воздуха), а также измерялось магнитное поле. В дальнейшем было продемонстрировано, что изменение этих условий в лаборатории не влияет в пределах ошибок измерений на ход использовавшихся в эксперименте часов. Было проверено также, не влияет ли отключение одной из 4 использовавшихся батарей на ход часов (такая потеря одной из батарей произошла во время западного перелёта). Навигационную информацию о параметрах каждого перелёта предоставляли пилоты.
Для сборки из комплекта часов и батарей были куплены отдельные билеты на два кресла (на имя Mr. Clock). Общая цена билетов для часов и двух сопровождающих исследователей составила около 7600 долларов, в результате эксперимент Хафеле — Китинга оказался одним из самых недорогих экспериментов, выполненных для проверки теории относительности.

## Результаты
Согласно специальной теории относительности, скорость хода покоящихся относительно наблюдателя часов наибольшая. В системе отсчёта, в которой часы не покоятся, они идут медленнее идентичных покоящихся часов, и этот эффект пропорционален квадрату скорости. В системе отсчёта, покоящейся относительно центра Земли, часы на борту самолёта, движущегося на восток (в направлении вращения Земли, скорость самолёта складывается со скоростью вращения Земли vчасов = RΩ + vсамолёта), идут медленнее, чем часы, которые остаются на поверхности (vчасов = RΩ), а часы на борту самолёта, движущегося в западном направлении (против вращения Земли, скорость самолёта вычитается из вращательной скорости поверхности Земли vчасов = RΩ − vсамолёта), идут быстрее.
Согласно общей теории относительности, в игру вступает ещё один эффект: небольшое уменьшение (по абсолютной величине) гравитационного потенциала с ростом высоты опять-таки ускоряет ход часов. Поскольку самолёты летели приблизительно на одной и той же высоте в обоих направлениях, этот эффект мало влияет на разность хода двух «путешествовавших» часов, однако он вызывает их уход от показаний часов на поверхности Земли.
Полученные результаты были опубликованы в журнале Science в 1972 году:
| При движении | Вычисленная (предсказанная) | Вычисленная (предсказанная) | Вычисленная (предсказанная) | Измеренная фактически |
| При движении | Гравитационный вклад (ОТО)  | Кинематический вклад (СТО)  | Общий вклад (ОТО + СТО)     | Измеренная фактически |
| ------------ | --------------------------- | --------------------------- | --------------------------- | --------------------- |
| На восток    | +144 ± 14                   | −184 ± 18                   | −40 ± 23                    | −59 ± 10              |
| На запад     | +179 ± 18                   | +96 ± 10                    | +275 ± 21                   | +273 ± 7              |

Опубликованные результаты эксперимента были совместимы с предсказаниями теории относительности, и было отмечено, что наблюдавшиеся положительные и отрицательные разности хода часов с высокой доверительной вероятностью отличаются от нуля.
Одно из примечательных приблизительных повторений оригинального эксперимента состоялось в его 25-ю годовщину, с использованием более точных атомных часов, и результаты были проверены с лучшей погрешностью. В настоящее время такие релятивистские эффекты входят в расчёты, используемые для спутниковых глобальных систем позиционирования — действующих американской GPS и российской ГЛОНАСС и разрабатываемой европейской системы Galileo.

## Уравнения
Уравнения и эффекты, участвующие в описании эксперимента:
Полное отставание часов:
{\displaystyle \tau =\Delta \tau _{v}+\Delta \tau _{g}+\Delta \tau _{s}.}
Спецрелятивистский вклад (скорость):
{\displaystyle \Delta \tau _{v}=-{\frac {1}{2c^{2}}}\sum _{i=1}^{k}v_{i}^{2}\Delta T_{i}.}
Общерелятивистский вклад (гравитация):
{\displaystyle \Delta \tau _{g}={\frac {g}{c^{2}}}\sum _{i=1}^{k}(h_{i}-h_{0})\Delta T_{i}.}
Эффект Саньяка:
{\displaystyle \Delta \tau _{s}=-{\frac {\Omega }{c^{2}}}\sum _{i=1}^{k}R_{i}^{2}\cos ^{2}\varphi _{i}\Delta \lambda _{i}.}
Здесь h — высота, v — скорость относительно центра Земли, Ω — угловая скорость Земли, а {\displaystyle \Delta T_{i}} и {\displaystyle \Delta \lambda _{i}} представляют собой продолжительность i-го участка полёта и изменение географической долготы для него; {\displaystyle R_{i}} — расстояние от центра Земли на этом участке, {\displaystyle \varphi _{i}} — географическая широта; g — ускорение свободного падения, c — скорость света. Эффекты суммируются в течение всего полёта, так как параметры со временем изменяются.